# Puerta del Alba

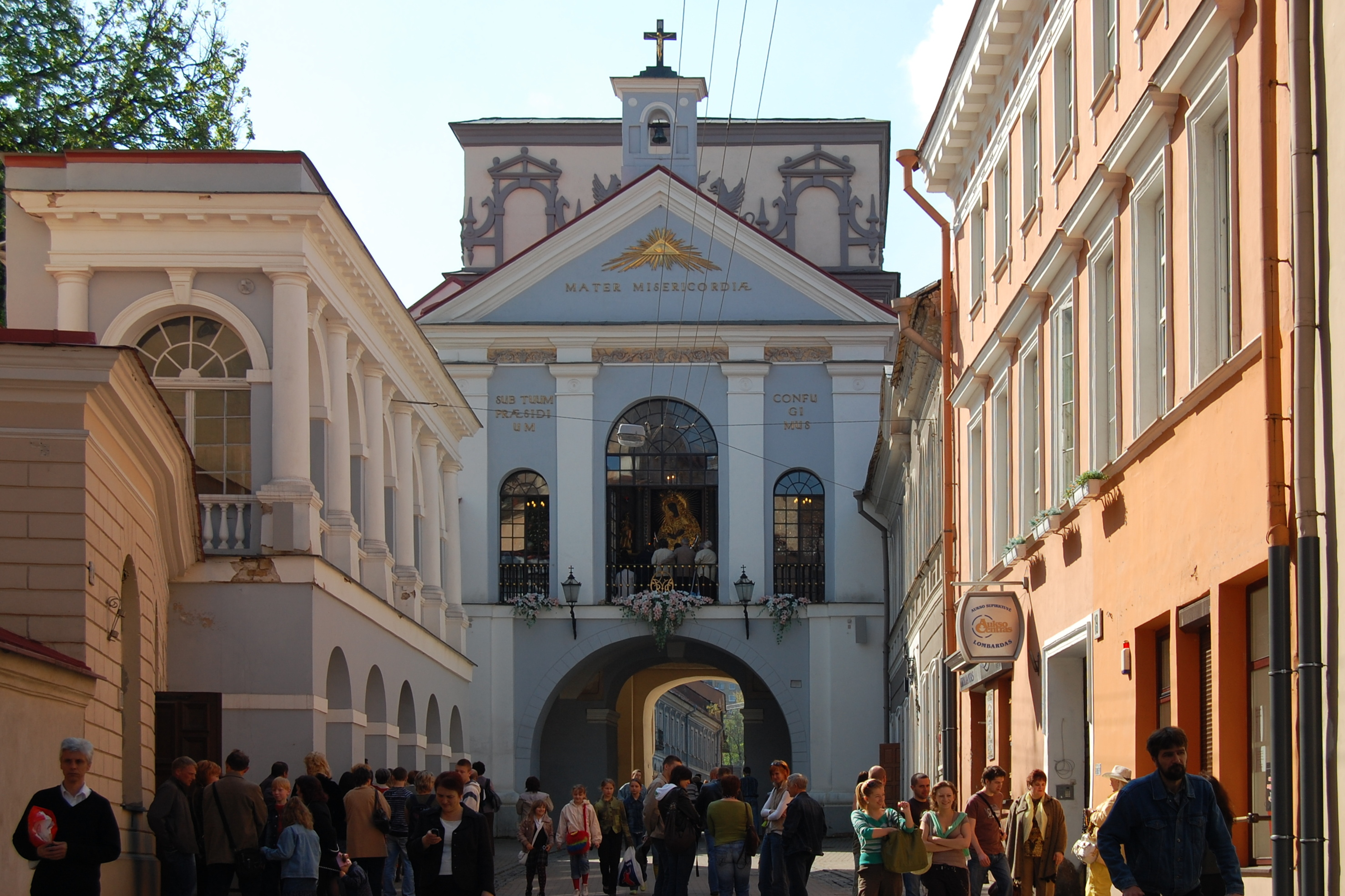
La Puerta del Alba en Vilna. La capilla de Nuestra Señora de la Puerta del Alba está en el medio, detrás de la ventana de vidrio.

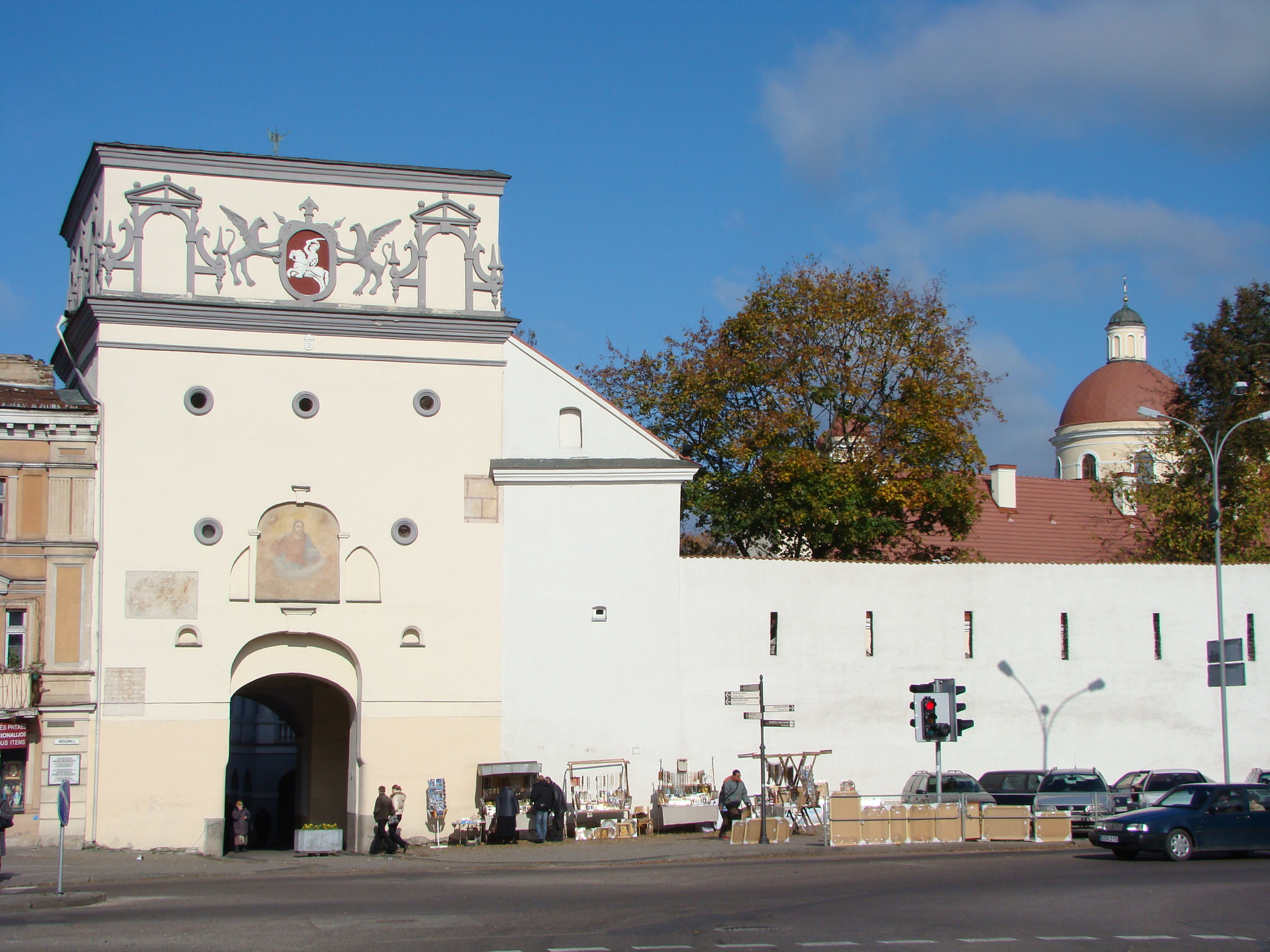
Lado sur de la puerta

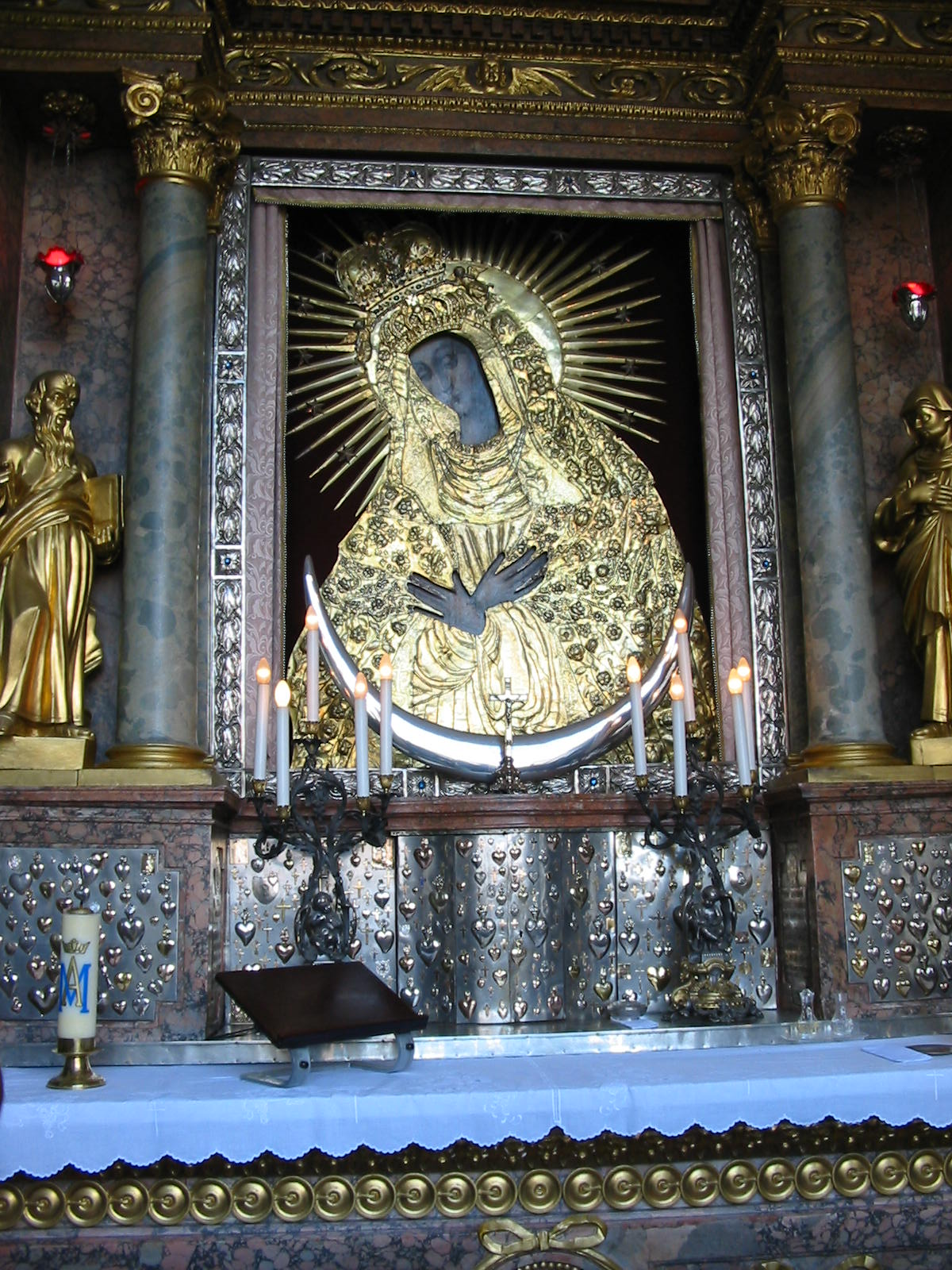
El icono de Nuestra Señora de la Puerta del Alba

La Puerta del Alba (en lituano: Aušros vartai; en polaco: Ostra Brama; en latín: Porta Acialis; en bielorruso: Вострая Брама; en ruso: Острая брама) es una puerta de la ciudad de Vilna, la capital de Lituania, y uno de sus monumentos religiosos, históricos y culturales más importantes. Es un importante lugar de peregrinaje católico en Lituania.

## Historia
Se construyó entre 1503 y 1522 como parte de las fortificaciones defensivas de la ciudad de Vilna, capital del Gran Ducado de Lituania. También se la conoce como la Puerta de Medininkai, ya que conducía a la aldea de Medininkai, actual Varniai, al sur de Vilna, así como a Aštra broma. De las diez puertas de la ciudad, solo queda la Puerta del Alba, mientras que las demás fueron destruidas por orden del gobierno a finales del siglo XVIII.

## Nuestra Señora de la Puerta del Alba
En el siglo XVI, las puertas de las ciudades solían contener objetos religiosos destinados a proteger las ciudades de los ataques y bendecir a los viajeros. La capilla de la Puerta del Alba contiene un icono de la Santísima Virgen María, Madre de la Misericordia, de la que se dice que tiene poderes milagrosos. Durante siglos, la imagen ha sido uno de los símbolos de la ciudad y un objeto de veneración tanto para los habitantes católicos como para los ortodoxos orientales. Miles de exvotos adornan las paredes y muchos peregrinos de los países vecinos acuden a rezar ante el querido cuadro. Las misas se celebran en lituano y polaco.
Después de la Segunda Guerra Mundial, el culto de Nuestra Señora de la Puerta del Alba prevaleció en las comunidades lituana y polaca de todo el mundo, y continúa a día de hoy en muchos santuarios de la Virgen María en Europa y América. La mayor de las iglesias dedicadas a Nuestra Señora de la Puerta del Alba es la Iglesia de Santa María en Gdansk, Polonia.
El santuario también es importante en el desarrollo de la devoción a la Divina Misericordia, ya que es el primer lugar donde se expuso la imagen de la Divina Misericordia y también donde se llevó a cabo la primera celebración del Domingo de la Divina Misericordia.
El 4 de septiembre de 1993, el papa Juan Pablo II rezó el rosario en la capilla de la Puerta del Alba. El festival de la Iglesia de la Santísima Virgen María Madre de la Misericordia —que se celebra en la tercera semana de noviembre— es de gran importancia en la arquidiócesis de Vilna.

## Capilla lituana en la basílica de San Pedro (Ciudad del Vaticano)
Hay una capilla de la Madre de la Misericordia de la Puerta del Alba de Vilna (en italiano: Cappella Lituana) en la basílica de San Pedro en la Ciudad del Vaticano. Fue consagrada por el papa Pablo VI en 1970 y es un lugar donde el papa Juan Pablo II tuvo su primera oración después de ser elegido pontífice en 1978. Solo Lituania, Polonia, Hungría e Irlanda tienen capillas de este tipo en la basílica de San Pedro.

## Legado
- El hito se menciona en un poema de Maksim Bahdanovich Pahonia (1913) y su emblema Pahonia, así como en Pan Tadeusz.[7]

## Galería

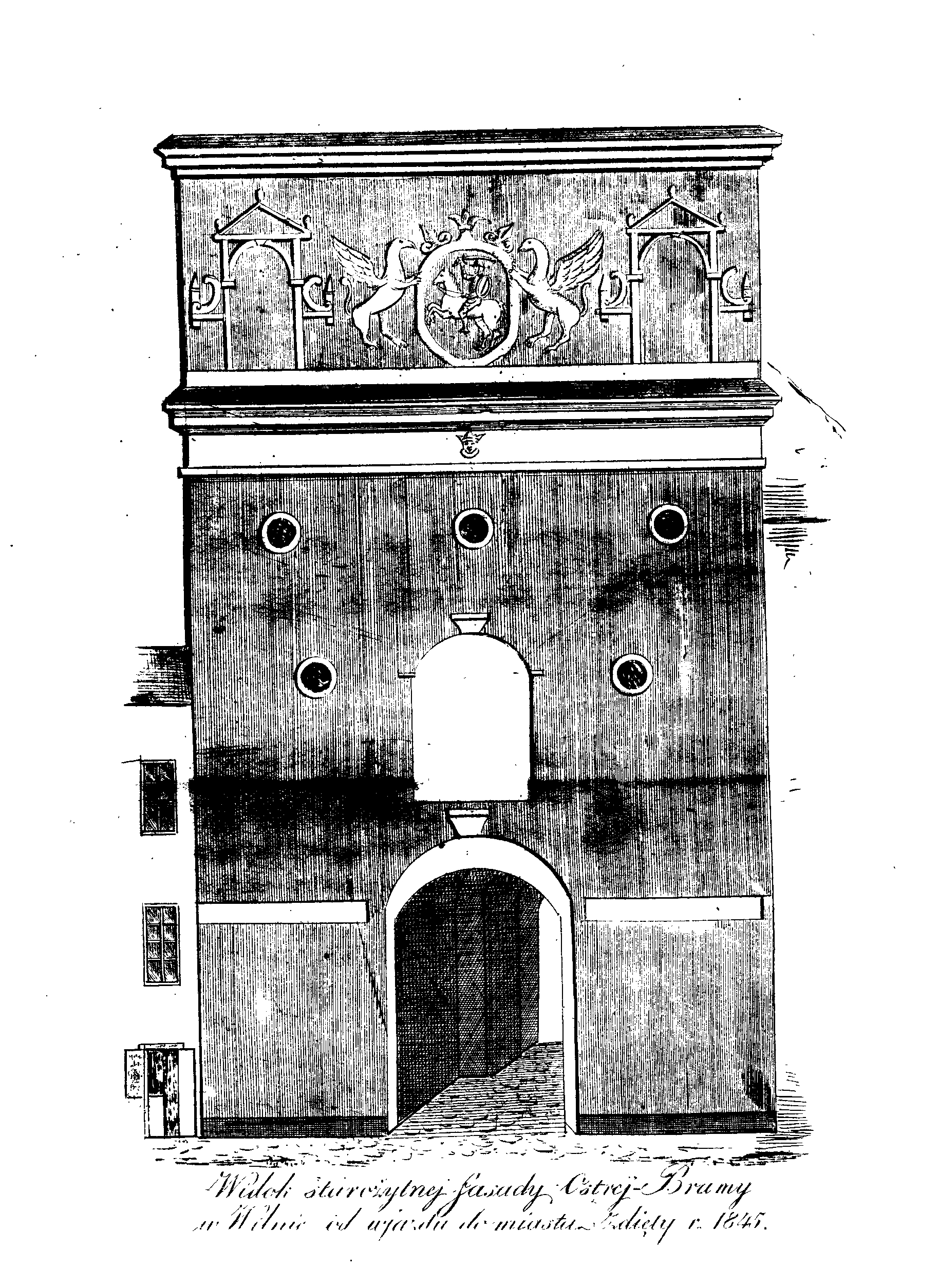
Vista sur vista en 1845
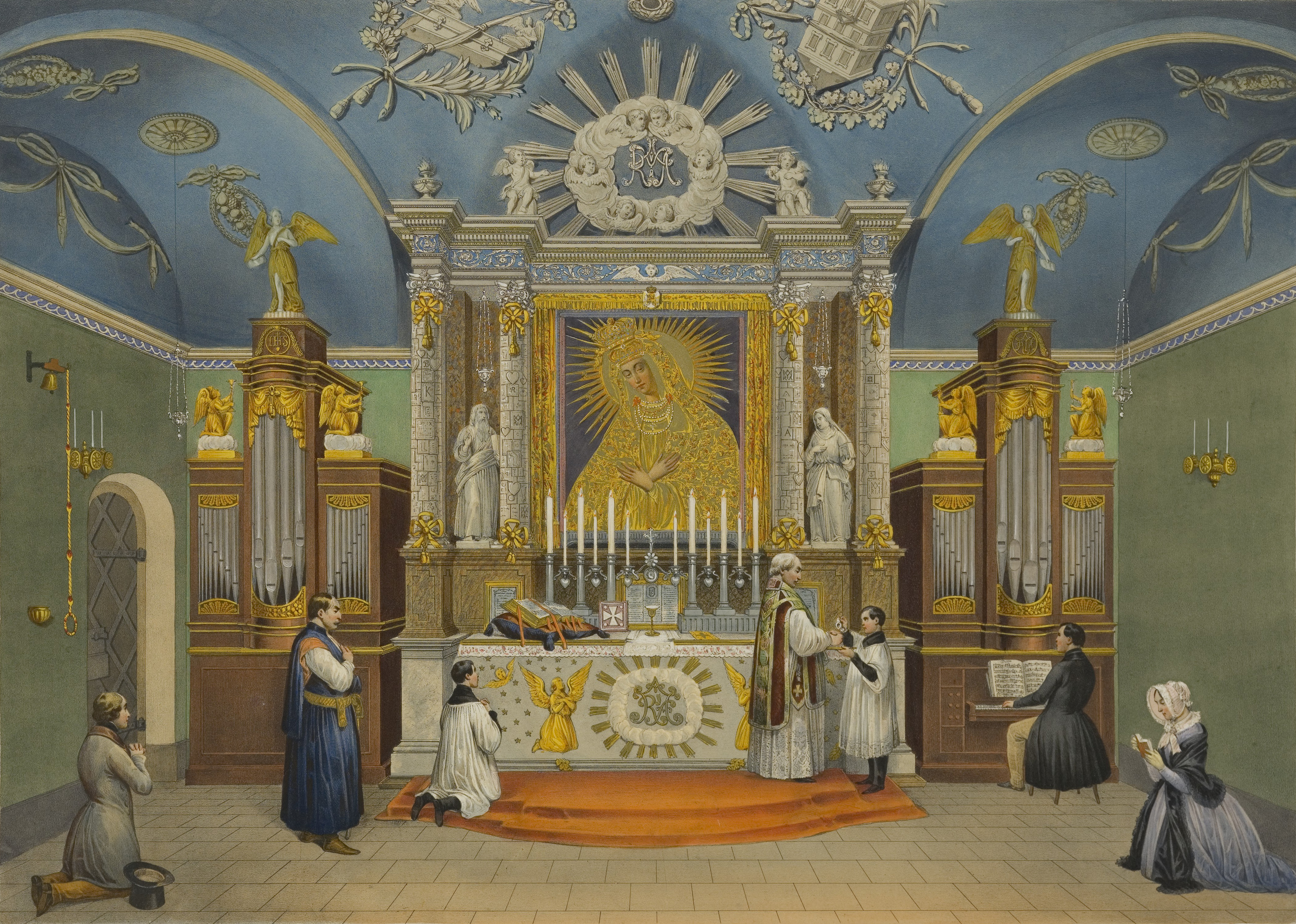
Nuestra Señora de la Puerta del Alba (1847)
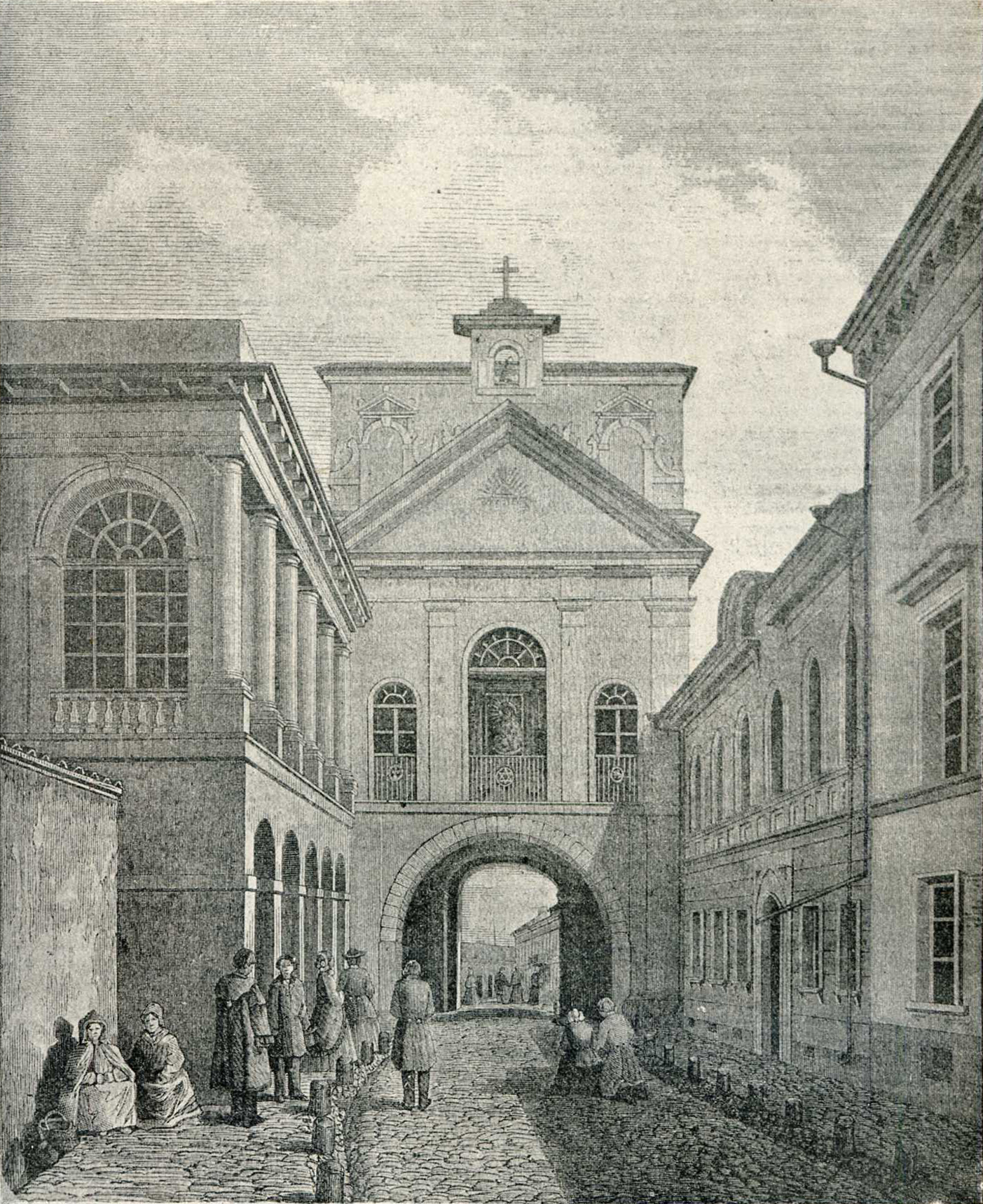
Puerta del Alba (1864)
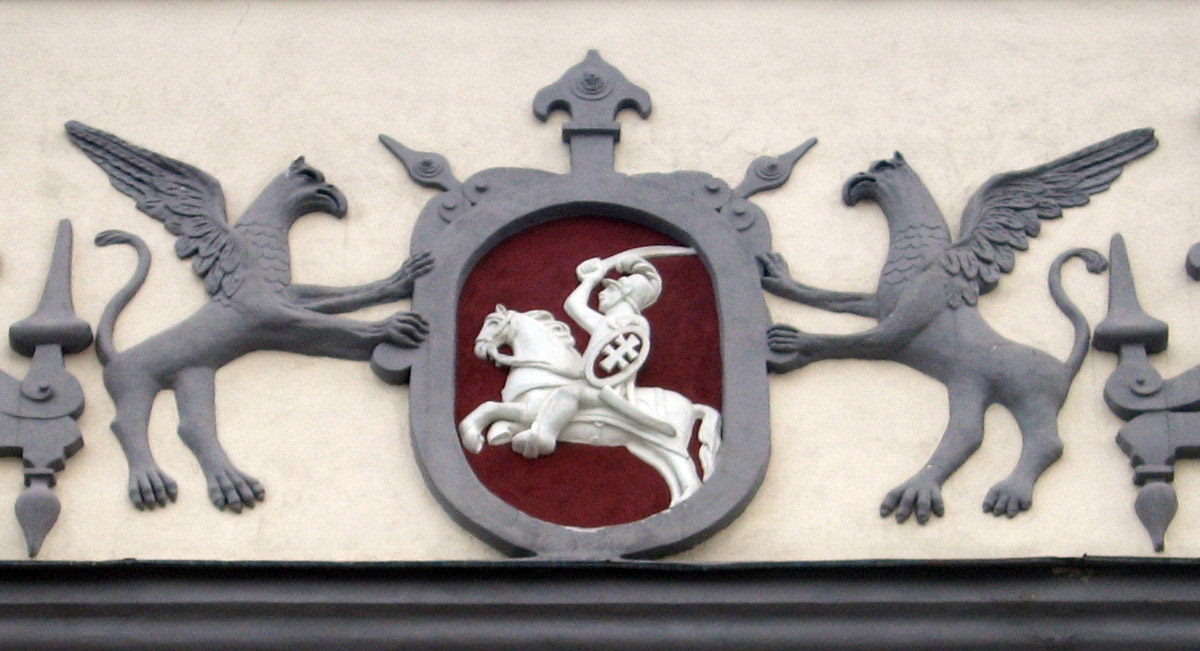
Adornos en relieve en la parte superior de la puerta
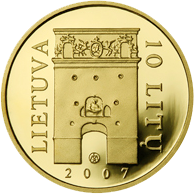
Litas lituana con una imagen de la Puerta